# フアン2世 (アラゴン王)

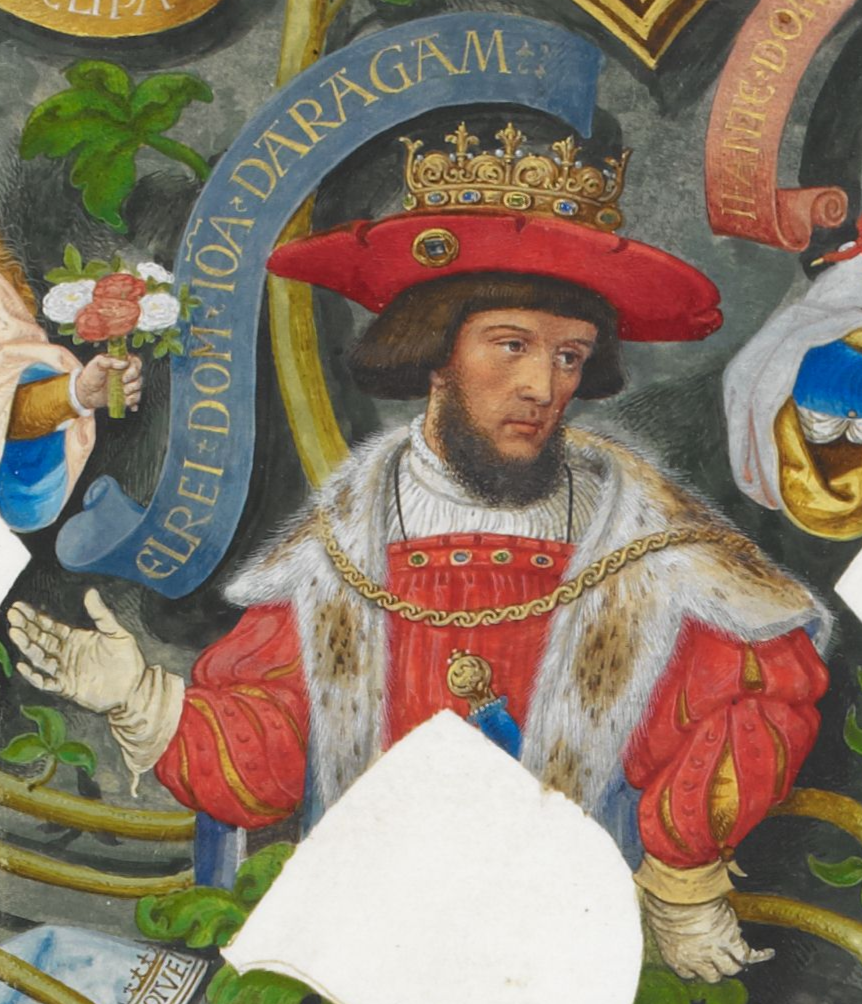
フアン2世

フアン2世（西：Juan II, 1397年6月29日 - 1479年1月20日）は、ナバラ王（在位：1425年 - 1479年）、およびアラゴン王、バレンシア王、バルセロナ伯（在位：1458年 - 1479年）、シチリア王（在位：1458年 - 1468年）。カタルーニャ語名ではジュアン2世（Joan II）、イタリア語名ではジョヴァンニ2世（Giovanni II, シチリア王としては1世）。大王（西：el Grande）と呼ばれる。
アラゴン王フェルナンド1世と王妃レオノール・デ・アルブルケルケの次男で、アラゴン王兼ナポリ王アルフォンソ5世の弟。また、同名のカスティーリャ王フアン2世は従弟に当たり、アラゴン王兼カスティーリャ王でカトリック両王と称されたフェルナンド2世の父でもある。
強権的な政治が分権を尊重するアラゴン連合王国の構成国から反発され、先妻の子供たちとの対立も相まって内乱を発生させた。対立王が次々と出現する事態にまでなったが、外交と軍事の積み重ねや自身の長寿により切り抜け、ナポリ王国とナバラ王国を除いて一体化させた連合王国を次代に譲り渡した。

## 生涯

### カスティーリャとの関わり、ナバラ・アラゴンの相続
父フェルナンドは元はカスティーリャ王子であり、フアンもカスティーリャのメディナ・デル・カンポで生まれた。出生時にはカスティーリャの王弟の次男という傍系王族にすぎなかった。フェルナンドは幼少の甥フアン2世が即位すると摂政を務めた。
父がカスペの妥協の結果、1412年にアラゴン王に推戴されるとフアンの立場も向上、シチリア王にもなった父の命令で副王としてシチリアへ派遣されたが、1416年に父が亡くなり兄アルフォンソ5世が即位すると帰国させられ、兄の側近と交代した。また摂政だった父の基盤を利用し、兄や弟エンリケと共にカスティーリャへ干渉（「アラゴンの王子たち」 (Infantes de Aragón) と呼ばれた）、有力貴族と結びついて従弟のカスティーリャ王フアン2世を圧迫した。しかしアラゴン議会に介入を反対されたため、1430年にカスティーリャと休戦協定を結び、カスティーリャから排除された。
兄アルフォンソの即位後の1419年、ナバラ王カルロス3世の娘でシチリア王マルティーノ1世の未亡人であった11歳年上のブランカと結婚した。カルロス3世は1425年に死去するが、男子がいずれも夭逝していたためにブランカが王位を継承し（ブランカ1世）、夫であるフアンも共同君主としてナバラ王となった。フアンは最初ブランカの妹イザベルと婚約していたが、それを破棄してブランカとの結婚に代えたという事情があった。王位を継承したとはいえフアンの立場は弱く、舅のカルロス3世からナバラ人以外の採用禁止、ナバラの土地の売買禁止など制約を強いられた。
アルフォンソ5世はたびたび外征を重ね、ナポリ王国の征服後はナポリに宮廷を構えて戻らなかったため、代わってフアンが義姉で従妹でもある王妃マリアと共にアラゴンやカタルーニャを統治した。アルフォンソには嫡子がなかったため、1458年の死後にフアンがアラゴン連合王国の大部分を相続することになり、アラゴン王、バレンシア王、バルセロナ伯、シチリア王を継承した。アルフォンソはナポリ王も兼ねていたが、これは庶子フェルディナンド1世が相続した。後にフアン2世と後妻フアナ・エンリケスとの間の娘フアナがフェルディナンド1世の2番目の妃となっている。

### 父子の対立と内乱
アラゴン連合王国の一部だったカタルーニャの都市バルセロナでは貴族層と大商人、中小商人と職人層の対立があり、市会はそれぞれビガ・ブスカと呼ばれる派閥で混乱していた。フアン2世は当初ビガに肩入れしていたが、後からブスカを贔屓し彼らのバルセロナ市会独占、およびブスカが掲げる国内産業の保護政策を後押しした。しかし、経済立て直しに失敗したブスカが1462年に市政を放棄すると、それは王権への打撃と反発したビガのジャナラリター・デ・カタルーニャ結集を引き起こし、ジャナラリターが王権に反旗を翻す伏線になった。
折しも、フアン2世も家庭問題を抱えていた。アラゴン王即位前の1440年、まだカスティーリャに未練があったフアンは次女ブランカを甥のカスティーリャ王エンリケ4世（姉マリアとカスティーリャ王フアン2世の息子）に嫁がせた。翌1441年にブランカ1世が死去した際、ナバラ王位は長男ビアナ公カルロスがフアンの同意の下に継承するよう遺言した。しかしフアンは同意を与えず、カルロスを総督の地位に留め、ナバラの王位継承法に反して王位を譲らなかった。
さらに、1444年に再婚したフアナ・エンリケスが、自分との間に生まれた王子フェルナンド（後のフェルナンド2世）をアラゴンとナバラの王位継承者とするよう迫った。立場が危うくなったカルロスも支持者の貴族たちに煽られフアンと対立し挙兵、敗れて投獄されると、脱走してナポリのアルフォンソ5世の下へ逃れた。1458年にアルフォンソ5世が亡くなり、アラゴン王位を継承したフアン2世は、シチリアへ移ったカルロスに和解を呼びかけ、1460年に実現しかけたが、カルロスがカスティーリャに内通していたことが発覚すると再度投獄した。王位継承問題はナバラの貴族間の抗争、カタルーニャの反乱につながり、カルロスは2度にわたって投獄された後、フアン2世が強引な政治姿勢に反発したカタルーニャ（ジャナラリター）の要求に屈したため1461年に釈放されたが、同年に父に先立って死去した。さらに、カルロスが相続人として指名した同母妹ブランカ（1453年にエンリケ4世と離婚していた）もフアン2世に投獄されて1464年に死去した。

### カタルーニャの反乱と対立王との抗争
不穏な状態の中、1462年にカタルーニャがフアナ・エンリケスとフェルナンド母子が滞在していたジローナを包囲したことで、10年におよぶ内戦が始まった。フアン2世はすぐさまフランス王ルイ11世の支援を得て2人を救出したが、カタルーニャの反乱はフランス、カスティーリャ、ポルトガルの介入も招き、対立王（アラゴン王およびバルセロナ伯を称した）が3人も擁立される事態となった。
初めはカスティーリャ王エンリケ4世がジャナラリターに擁立されたが（1462年 - 1463年）、フアン2世がエンリケと交渉して王位を撤回させたため、事なきを得た。次に、かつてフアンの父フェルナンドとアラゴン王位継承権を争ったウルジェイ伯ジャウマ2世の孫でポルトガル王族の将軍ペドロ・デ・コインブラがアラゴン王ペドロ5世（1463年 - 1466年）を称したが、ジャナラリターと対立した上、1466年に敗死した。勢いづいたフアン2世はレリダを落とし、カタルーニャへ向けて従来の特権尊重と反乱の恩赦を宣言し、切り崩しを図った。
最後にアンジュー公ルネ・ダンジューがジャナラリターに推されアラゴン王を称し（1466年 - 1472年）、息子のロレーヌ公ジャン2世がカタルーニャ総督に選ばれフランス軍がカタルーニャへ侵攻したが、フアン2世は外交でイングランド、ブルゴーニュと結んで反フランス同盟を結成、カスティーリャとも同盟を結び1469年にエンリケ4世の妹イサベル（後のイサベル1世）とフェルナンドを結婚させフランスを孤立させた。翌1470年にジャン2世が死亡したことで、流れがフアン2世に傾き、1472年にバルセロナを陥落させ、カタルーニャの反乱を終息させた。
内乱の長期化をしのぐ自身の長命もあり、このようにして最終的には鎮圧を果たし、その間に成人したフェルナンドに王位を継がせることができた。戦後は約束通りカタルーニャの特権尊重を誓約したが、反乱の被害は大きく、バルセロナから資本・人口が流出し、代わりにバレンシアが台頭、反乱の原因だった階層間の対立は棚上げされ、問題の根本的な解決はされなかった。カタルーニャ再建を含む問題解決はアラゴン連合王国と共にフェルナンド2世に委ねられた。
1479年、フアン2世は81歳で死去した。三女でカルロスとブランカ2世の同母妹のレオノールは父の在位中にナバラの摂政に任じられており、父の死後に女王となったものの、わずか3週間余りで自身も死去し、その後は幼い孫たち（フアン2世の曾孫、フランシスコ1世とカタリナ）がナバラ王位を継承した。その他の君主位は、カスティーリャ女王となったイサベル1世の共同君主となっていたフェルナンド2世が継承した。

## 子女
最初の妃、ナバラ女王ブランカ1世との間には1男3女が生まれた。
- カルロス（1421年 - 1461年） - ビアナ公
- フアナ（1423年 - 1425年）
- ブランカ（1424年 - 1464年） - カスティーリャ王エンリケ4世と結婚
- レオノール（1425年 - 1479年） - ナバラ女王（1479年）、フォワ伯ガストン4世と結婚

2番目の妃、フアナ・エンリケスとの間には1男1女が生まれた。
- フェルナンド2世（1452年 - 1516年） - アラゴン王、シチリア王、ナポリ王、カスティーリャ王、ナバラ王
- フアナ（1454年 - 1517年） - ナポリ王フェルディナンド1世と結婚

また、愛人レオノール・デ・エスコバルとの間に庶子が1人生まれた。
- アルフォンソ・デ・アラゴン・イ・エスコバル（1417年 - 1485年） - カラトラバ騎士団総長、リバゴルサ伯、ビヤエルモサ公